# Кузнецов, Виталий Вячеславович
Виталий Вячеславович Кузнецов (21 февраля 1986) — российский футболист.

## Карьера
Воспитанник петербургского футбола. В начале карьеры играл за финскую команду ВарТП из Варкауса, которая выступала в третьем по силе дивизионе страны, и российский клуб «Фаворит» из Выборга. В январе 2008 года подписал контракт с «Балтикой». За калининградский клуб дебютировал 1 июля в матче 1/32 финала Кубка России против тверской «Волги». В первом дивизионе не сыграл, оставаясь на скамейке запасных.
В июле 2008 года был дозаявлен в состав «Терека» и получил номер 86. Дебют в Премьер-лиге состоялся 10 августа во встрече со «Спартаком-Нальчик». В составе грозненской команды провёл 4 матча в чемпионате России и 1 матч в Кубке (с «Москвой»). В начале 2009 года вернулся обратно в «Балтику».
Позже стал тренером в выборгском «Фаворите».